# Christine Jeffs
Christine Jeffs (* 29. Januar 1963 in Lower Hutt, Neuseeland) ist eine Filmregisseurin und Drehbuchautorin.

## Leben
Christine Jeffs besuchte die Massey University und erwarb den Bachelor in Soziologie und Geographie. Erste Erfahrungen im Filmbereich sammelte sie in der Nachbearbeitung und dem Schnitt von Dokumentationen und Filmen aus Neuseeland. 1990 erlangte sie an der Australian Film Television and Radio School einen Abschluss für Filmschnitt. Ihr erster Kurzfilm Stroke, für den Christine Jeffs das Drehbuch schrieb, Regie führte und die Nachbearbeitung durchführte, wurde unter anderem auf den Filmfestivals von Cannes und Sundance aufgeführt. Ihr erster abendfüllender Film, die Adaption von Kirsty Gunns Rain, feierte 2001 in Cannes seine Premiere. Neben ihrer Arbeit an Filmen ist Jeffs auch als Regisseurin für Werbespots tätig.
Christine Jeffs lebt zusammen mit dem Kameramann John Toon, mit dem sie Rain – Regentage, Sylvia und zuletzt auch Sunshine Cleaning drehte, in Matakana, Neuseeland.
2017 wurde sie in die Academy of Motion Picture Arts and Sciences (AMPAS) aufgenommen, die jährlich die Oscars vergibt.

## Filmografie
- 1993: Stroke (Kurzfilm)
- 2001: Rain – Regentage (Rain)
- 2003: Sylvia
- 2008: Sunshine Cleaning
- 2024: A Mistake